# Episodi di Will & Grace (undicesima stagione)
L'undicesima e ultima stagione della sit-com Will & Grace, composta da 18 episodi, è stata trasmessa negli Stati Uniti dal 24 ottobre 2019 al 23 aprile 2020 su NBC.
In Italia, la stagione è andata in onda su Premium Stories dal 28 marzo al 6 settembre 2020 subendo delle pause e una trasmissione non regolare a causa delle disposizioni di emergenza legate alla diffusione della pandemia di COVID-19.
| n° | Titolo originale            | Titolo italiano                     | Prima TV USA     | Prima TV Italia  |
| -- | --------------------------- | ----------------------------------- | ---------------- | ---------------- |
| 1  | Eat, Pray, Love, Phone, Sex | Mangia, prega, ama, telefono, sesso | 24 ottobre 2019  | 28 marzo 2020    |
| 2  | Pappa Mia                   | Papà mio!                           | 31 ottobre 2019  | 28 marzo 2020    |
| 3  | With Enemies Like These     | Con nemici come questi              | 7 novembre 2019  | 4 aprile 2020    |
| 4  | The Chick or the Egg Donor  | Gallinella o donatrice di ovuli     | 14 novembre 2019 | 4 aprile 2020    |
| 5  | The Grief Panda             | Il dottor Panda                     | 21 novembre 2019 | 11 aprile 2020   |
| 6  | Performance Anxiety         | Ansia da prestazione                | 9 gennaio 2020   | 11 aprile 2020   |
| 7  | What a Dump                 | Che schifo!                         | 16 gennaio 2020  | 23 agosto 2020   |
| 8  | Lies & Whispers             | Bugie e sussurri                    | 23 gennaio 2020  | 23 agosto 2020   |
| 9  | Bi-Plane                    | Bi-plano                            | 6 febbraio 2020  | 30 agosto 2020   |
| 10 | Of Mouse and Men            | Topi e uomini                       | 13 febbraio 2020 | 30 agosto 2020   |
| 11 | Accidentally on Porpoise    | Accidentalmente di proposito        | 20 febbraio 2020 | 6 settembre 2020 |
| 12 | Filthy Phil, Part I         | Il lurido Phil (1ª parte)           | 27 febbraio 2020 | 6 settembre 2020 |
| 13 | Filthy Phil, Part II        | Il lurido Phil (2ª parte)           | 5 marzo 2020     | 9 maggio 2020    |
| 14 | The Favourite               | La favorita                         | 12 marzo 2020    | 9 maggio 2020    |
| 15 | Broadway Boundaries         | I confini di Broadway               | 19 marzo 2020    | 16 maggio 2020   |
| 16 | We Love Lucy                | Lucy ed io                          | 9 aprile 2020    | 16 maggio 2020   |
| 17 | New Crib                    | Una nuova culla                     | 16 aprile 2020   | 23 maggio 2020   |
| 18 | It's Time                   | È ora                               | 23 aprile 2020   | 23 maggio 2020   |